# 三河大野站
三河大野站（日语：／ Mikawa-ōno eki */?）是位於愛知縣新城市富榮字外具津4號，東海旅客鐵道（JR東海）的飯田線車站。

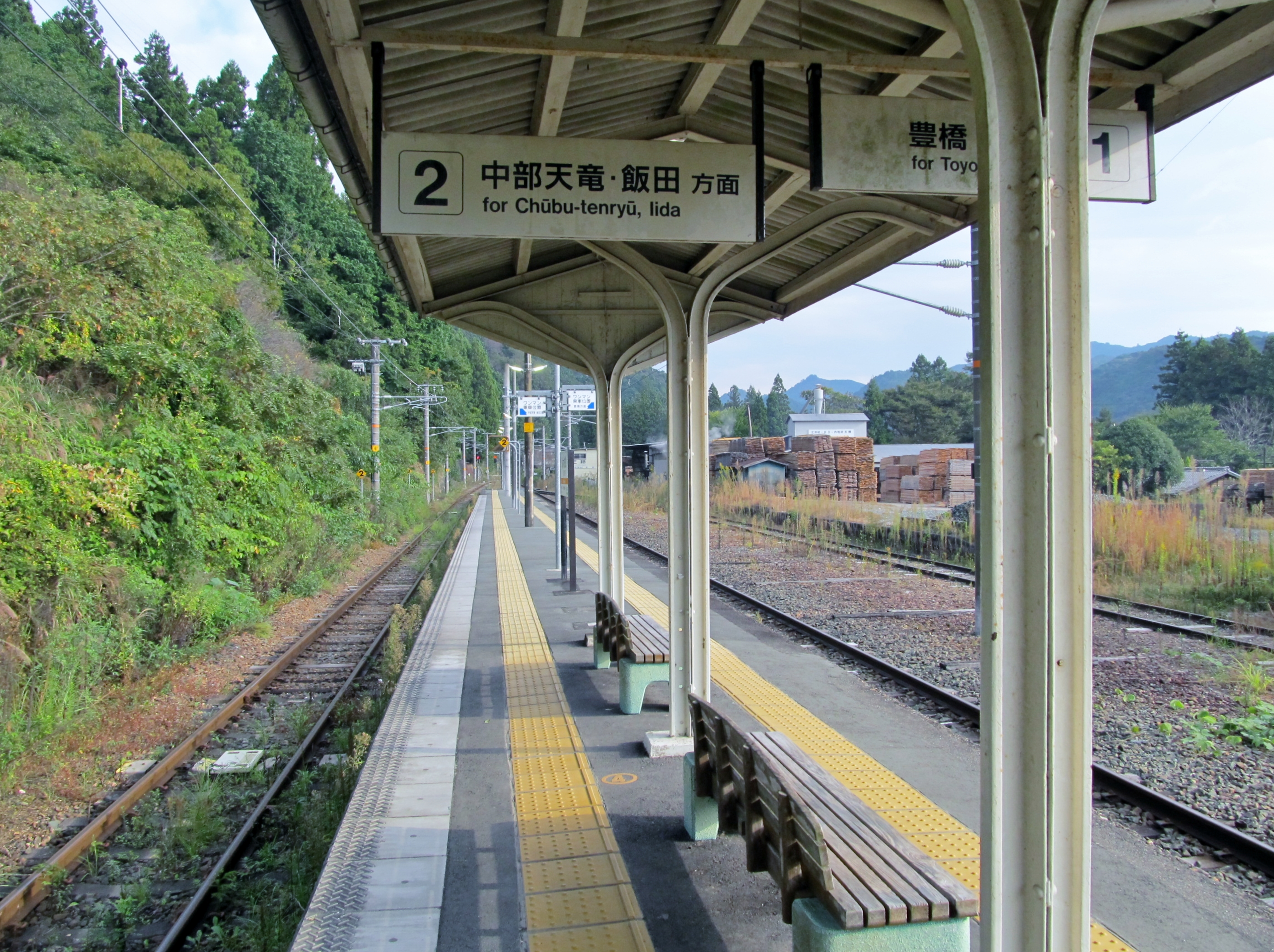
月台(2022年10月)

車站名稱取自河川對面岸的「大野」地方。

## 歷史
- 1923年（大正12年）2月1日 - 鳳來寺鐵道車站啟用[2]。
- 1943年（昭和18年）8月1日 - 鳳來寺鐵道被國有化，成為飯田線的一部分[2][3]。
- 1971年（昭和46年）12月1日 - 結束貨物、行李起卸業務[2]。
- 1987年（昭和62年）4月1日 - 伴隨國鐵分割民營化，車站由東海旅客鐵道（JR東海）營運[2][3]。
- 1991年（平成3年）2月1日 - 成為無人車站[4]。
- 1996年（平成8年）2月26日 - 翻新車站大樓[5]。

## 車站構造
車站是一座地面車站，設有1面2線島式月台。車站南邊為1號月台，北邊是2號月台。
車站大樓位於上行月台（1號月台）側。於1996年落成大樓是一座山區小屋風建築物。舊車站大樓是木造建築物，在鳳來寺鐵道時代已經使用，該處設有直營住宿設施。
此站曾經設有車站職員當值，在1991年以後成為無人車站，由豐川站管理。

### 月台
| 月台 | 路線   | 上下行 | 方向               |
| ---- | ------ | ------ | ------------------ |
| 1    | 飯田線 | 上行   | 豐橋方向           |
| 2    | 飯田線 | 下行   | 中部天龍、飯田方向 |

## 使用狀況
在2002年（平成14年）乘車人次為8,4328人（1日平均231人），當中約84%，7,1178人使用定期票。
以下是其他一年乘車人次：
- 1998年 - 一年104,796人、1日平均287人
- 2000年 - 一年8,8763人、1日平均243人

## 車站周邊

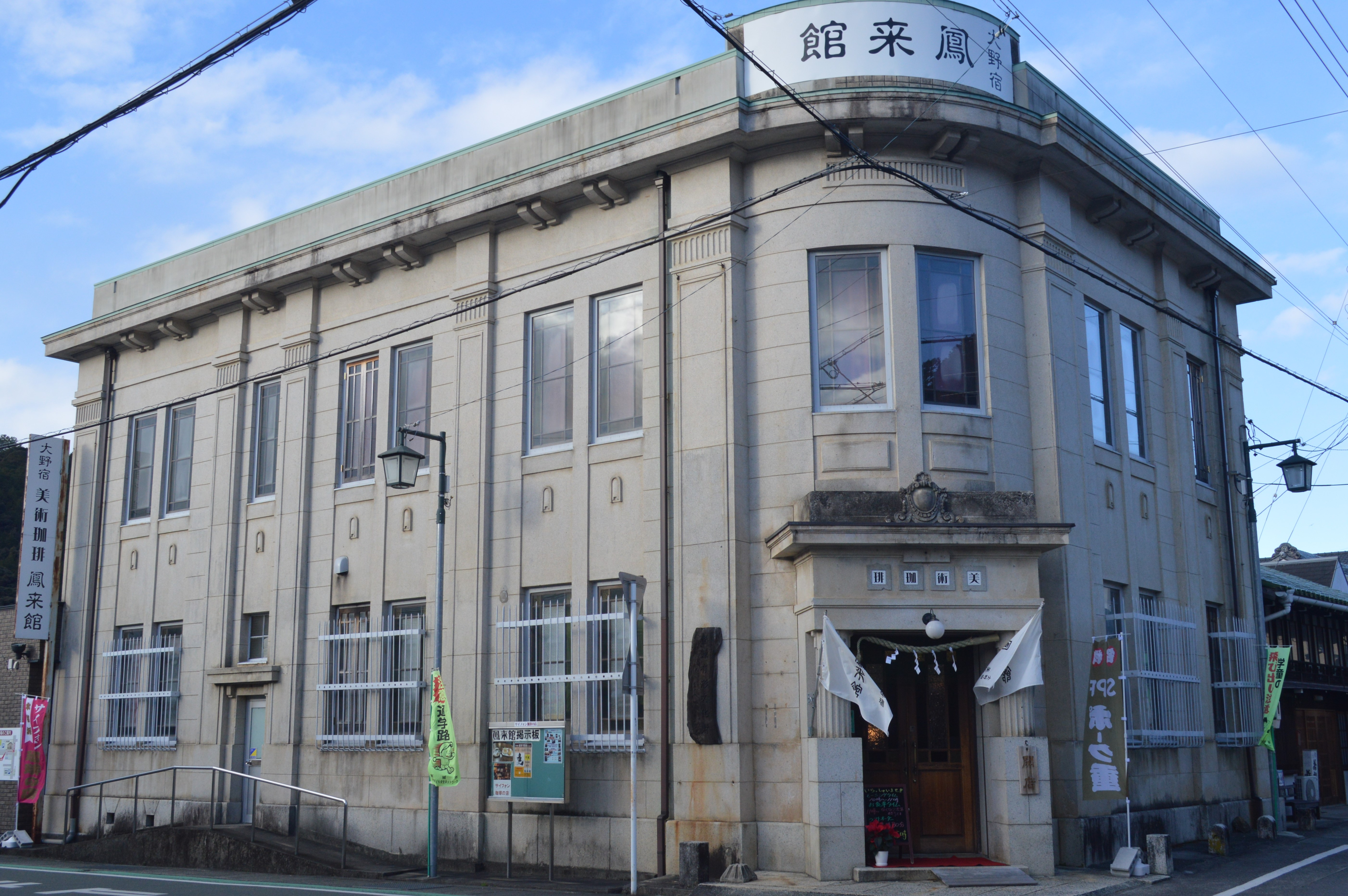
大野宿鳳來館

三河大野站是位於新城市富營，為富營唯一鐵路車站。富榮是位於鳳來寺山南邊山落，宇連川右岸，是一座農山村。為江戶時代成為舊・大峠村的地區。在宇連川右岸向西南方可前往舊・寺林村地區，出向東北方可前往舊・引地村地區。此站是鳳來寺參詣道途中通過的地段，為東海自然步道。
新城市大野是位於站前越過宇連川（大野橋）的地方。在大野內設有三河大野郵局、新城市立東陽小學等設施。在站前道路上設有「大野宿鳳來館」（舊・大野銀行本館），被登錄為登錄有形文化財。
站前設有「三河大野站前」巴士站，停靠的路線包括新城市S巴士秋葉七瀧線、湯谷溫泉帶來新城線。

## 相鄰車站
東海旅客鐵道（JR東海）
 飯田線
■快速（只有上行班次）、■普通
本長篠－三河大野－湯谷溫泉

## 注腳
1. ↑  JR東海移動等便利化取組報告書
2. 1 2 3 4  『停車場変遷大辞典』2、p100
3. 1 2  曾根悟（日语：曽根悟）（監修）. 朝日新聞出版分冊百科編集部（編集） , 编. . 週刊 歴史でめぐる鉄道全路線 国鉄・JR (朝日新聞出版). 2009-07-26, (3): 15–17 （日语）.
4. 1 2  『飯田線百年ものがたり』、p125
5. 1 2  『飯田線百年ものがたり』、p144
6. 1 2  『中部ライン全線・全駅・全配線』第4巻，p35（配線圖），p74。方角的配線圖與實際地圖比較對照。
7. ↑  『鳳来町誌』交通史編、追補 pp16-20
8. ↑  『タイムスリップ飯田線』、p99
9. ↑  『東海旅客鉄道20年史』，732、733頁
10. 1 2  採用車站時間表的方向資訊。詳情參見JR東海官方網站的各站時間表 （页面存档备份，存于）（截至2015年1月）。
11. 1 2  『新城まちづくり計画』、p30
12. ↑  『角川日本地名大事典』23，p896、2030
13. ↑  『日本歴史地名大系』23、pp960・962-963
14. ↑  文化遺産オンライン[]（日語），2012年7月11日參閲